# Bosque del Recuerdo
El bosque del Recuerdo, anteriormente conocido como bosque de los Ausentes, es un monumento construido como homenaje a las 192 víctimas de los atentados del 11 de marzo de 2004 en Madrid y al agente de las fuerzas especiales muerto cuando siete autores de los atentados se suicidaron con bombas el 3 de abril de 2004 en Leganés. El Bosque del Recuerdo se encuentra en la Chopera, en el madrileño parque del Retiro, cerca de la estación de Atocha, y consta de 118 áreas con 192 árboles (22 olivos y 170 cipreses),[cita requerida] uno por cada asesinado.
Inicialmente estuvo instalado en una isleta de la glorieta de Atocha como un lugar conmemorativo en la ruta de las calles por las que debía pasar la comitiva de la boda del príncipe Felipe y Letizia Ortiz.

## Inauguración

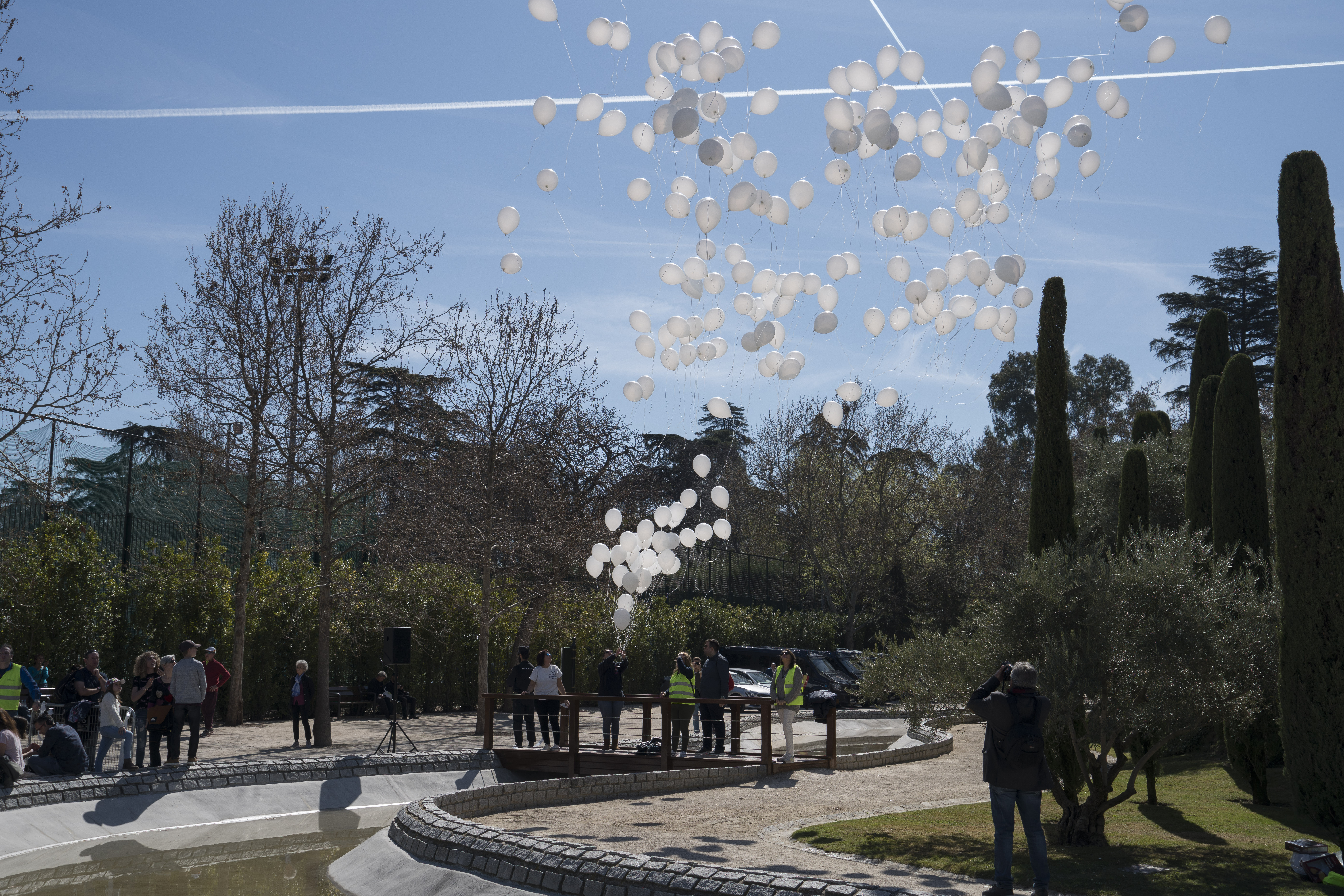
Homenaje a las víctimas del 11M en 2020

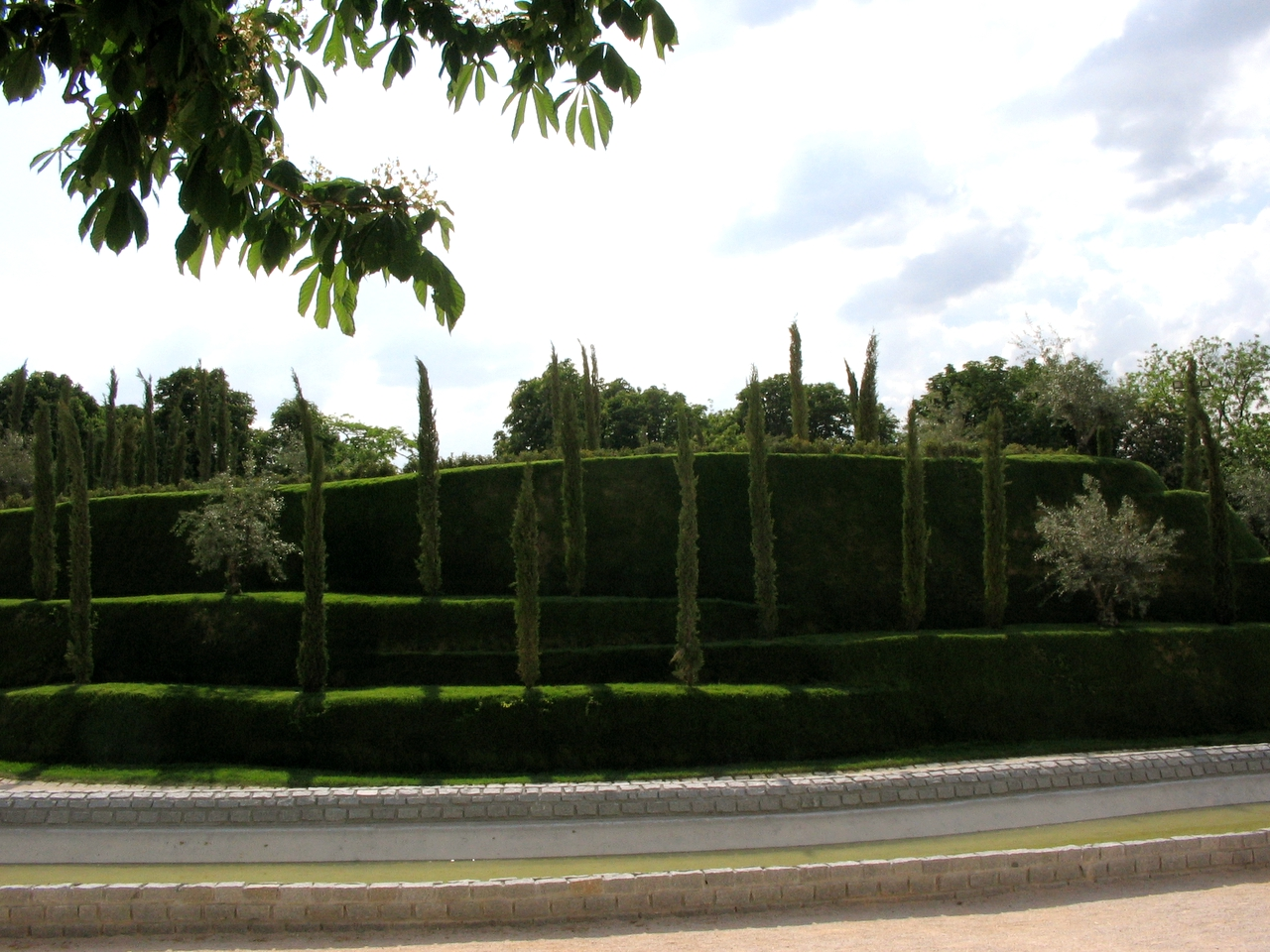
Bosque del Recuerdo tras su inauguración

Una vez celebrado el evento, el consistorio decidió reconstruir de forma más elaborada el bosque del Recuerdo en el cercano parque del Retiro. Los reyes Juan Carlos I y Sofía presidieron la ceremonia inaugural, que tuvo lugar el 11 de marzo de 2005, en el primer aniversario de los atentados. Durante la ceremonia no se pronunció ningún discurso por petición expresa de los familiares de las víctimas.[cita requerida] Todos los asistentes contemplaron un riguroso silencio durante cinco minutos; solo se oyó el sonido de fondo de la joven chelista sevillana Blanca Coínes tocando Cant dels ocells (Canto de los pájaros) de Pau Casals. Los reyes colocaron una corona blanca con crisantemos, azucenas, laurel y ranúnculos con una cinta morada con la inscripción "A todas las víctimas del terrorismo" y otra cinta con los dos colores de la enseña nacional. Durante toda la tarde del día 11 y el día 12 de marzo miles de madrileños acudieron a rendir homenaje, como en cada uno de los sitios donde estallaron las bombas del 11 de marzo. Asistieron a la inauguración altos dignatarios nacionales e internacionales, entre otros: 
- Los príncipes de Asturias, Felipe de Borbón y Letizia Ortiz[2]
- José Luis Rodríguez Zapatero, presidente del Gobierno de España[2]
- Kofi Annan, secretario general de Naciones Unidas[2]
- Mohamed VI, rey de Marruecos[2]
- Hamid Karzai, presidente de Afganistán[2]
- Abdelaziz Buteflika, presidente de Argelia[2]
- Abdoulaye Wade, presidente de Senegal[2]
- Marek Belka, primer ministro de Polonia[2]
- Maaouya Ould Sid'Ahmed Taya, presidente de Mauritania[2]
- Girma Woldegiorgis, presidente de Etiopía[2]
- Jorge Sampaio, presidente de la República Portuguesa[2]
- Varia Vike Friberga, presidente de Letonia[2]
- Svetozar Marović, presidente de Serbia[2]
- Stipec Mesic, presidente de Croacia[2]
- Leonel Fernández, presidente de la República Dominicana[2]
- Enrique, gran duque de Luxemburgo[2]
- Javier Solana, alto representante de la Unión para Asuntos Exteriores y Política de Seguridad[2]
- Josep Borrell, presidente del Parlamento Europeo[2]
- Jean-Claude Juncker, primer ministro de Luxemburgo[2]
- Recep Tayyip Erdoğan, primer ministro de Turquía[2]
- Marek Belka, primer ministro de Polonia[2]
- Kiell Magne Bonderik, primer ministro de Noruega[2]
- Francisco Santos Calderón, vicepresidente de Colombia[2]
- Shimon Peres, vice primer ministro de Israel[2]
- Patrick Dewael, vice primer ministro de Bélgica[2]
- Daniel Lipsci, vice primer ministro de Eslovaquia[2]
- Bosse Ringholm, vice primer ministro de Suecia[2]
- Ígor Serguéievich Ivanov, secretario del Consejo de Seguridad de Rusia[2]

## Premio Alhambra
En noviembre de 2005 el Congreso Nacional de Parques y Jardines Públicos otorgó al Ayuntamiento de Madrid el Premio Alhambra por la creación del Bosque.

## Otros memoriales
Los atentados también son recordados por tres monumentos en Madrid: el de la Estación de Atocha, el de la estación del Pozo y el de la estación de Santa Eugenia. Además, hay un monumento en recuerdo de las víctimas en la estación de tren de Alcalá de Henares, otro en Leganés y otros en Coslada, Parla, Pinto, San Fernando de Henares, Barcelona, Vitoria y Haría (Lanzarote).